# Haarbild

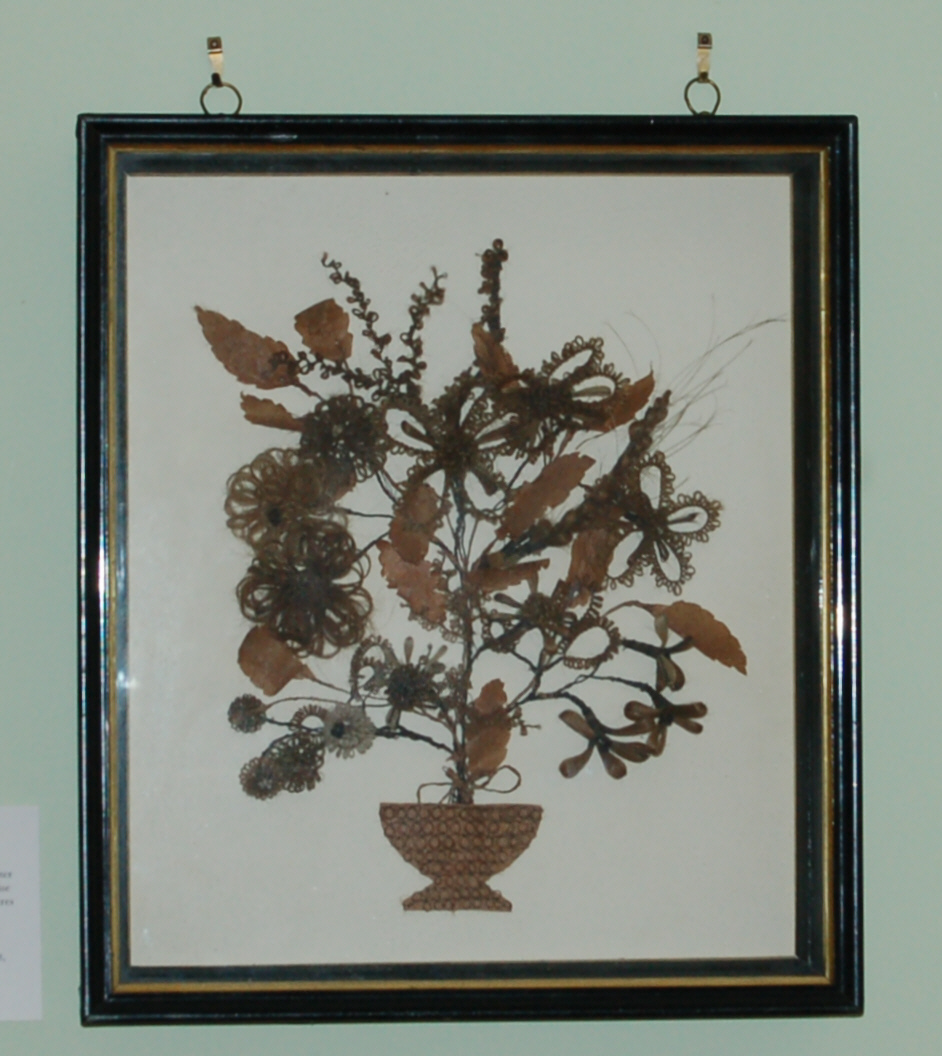
Haarbild aus dem 19. Jahrhundert (Museum Langes Tannen)

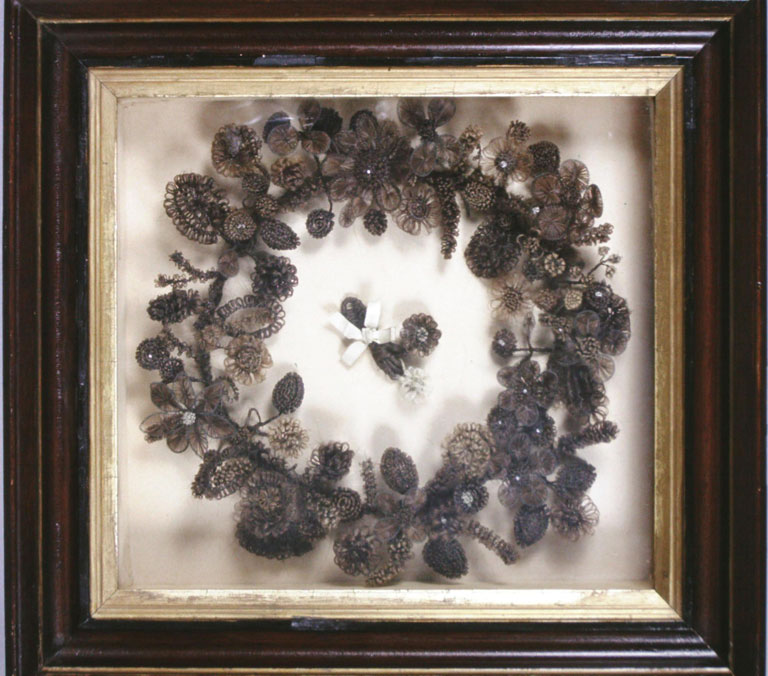
Blütenkranz aus Haaren mit einer Locke in der Mitte. The Children’s Museum of Indianapolis.

Als Haarbilder oder Haararbeiten bezeichnet man Bilder, die aus (meist menschlichen) Haaren gestaltet wurden und als Wandschmuck dienten. Meist entstanden diese Objekte auf Grund einer engen Beziehung zwischen dem ursprünglichen Träger der Haare und dem nachfolgenden Besitzer der daraus angefertigten Arbeit. Haarbilder sind kulturgeschichtlich eng verwandt mit dem Schmuck aus Haar. Beider Blütezeit war das 19. Jahrhundert.

## Geschichte
Opferkulte, Volksglauben, okkulte Riten und Votivbrauchtum haben seit Jahrhunderten dem menschlichen Haar besondere Bedeutung beigemessen. Mit den Haaren eines geschätzten oder geliebten Menschen wollte man einen unvergänglichen Teil seiner Person bei sich tragen oder ständig vor Augen haben.
Daraus entstand der Brauch, daraus Trauerschmuck oder Erinnerungsobjekte anzufertigen.
Einen ähnlichen Sinn wie die Schmuckstücke aus Haaren, die sich Brautleute einander schenkten, hatten die hinter Glas gerahmten wandbildartigen Kästchen, mit denen das Andenken  an besondere Ereignisse wie Taufe, Hochzeit oder Tod eines geliebten Menschen in Form solcher „säkularisierten Reliquien“ (Walter Benjamin) zum Ausdruck kam.
Nicht zufällig kam die Kunst dieser Haarverarbeitung in der Romantik auf, die den Freundschafts- und Gefühlskult pflegte und in der künstlerischen Ausstattung der bürgerlichen Wohnräume zum Ausdruck brachte. Zeitgleich drängte das Ende der Perückenmode gegen 1800 die Friseure und Perückenmacher, die nun auch fremde Haare verarbeiteten, in neue Tätigkeitsfelder wie dieses.
Die meisten überlieferten Objekte stammen aus den Jahren um 1840 bis 1900. Nach der Wende zum 20. Jahrhundert, als sich Lebensstil und Kunsthandwerk grundlegend veränderten, galten Haararbeiten zunehmend als nicht mehr zeitgemäß, die letzten gerahmten Bilder, mit Haarblumen dekorierte Fotos sind aus den 1930er Jahren bekannt. Die volkskundlichen Abteilungen der Museen zeigen Haarbilder gelegentlich in kleiner Auswahl.

## Motive und Techniken
Grundlegend lassen sich zwei Herstellungstechniken unterscheiden: Die Schlingen- und Schlaufentechnik und die Klebetechnik. Fast alle Haarbilder enthalten florale Bildelemente, die bisweilen mit Motiven wie Vasen, Grabmonumenten oder Füllhörnern verbunden sind. In Schlingen- und Schlaufentechnik ausgeführt sind vor allem Blumensträußen und Blütenkränze. Dafür wurde das Haar geflochten, gewoben oder geklöppelt, manchmal noch mit kleinen Perlen oder dünnen Silber- oder Golddrähten angereichert. Die in Klebetechnik gefertigten Bilder bestehen aus kleingeschnittenen, parallel gelegten und zu Formen geklebten Haaren und sind oft figurativer als die Haarbilder mit Blüten und Blumen. Zum Schutz der fragilen, meist auch dreidimensional auftragenden Darstellungen sind die Haarbilder durchweg hinter Glas gerahmt.
Die Herstellung erfolgte in Handarbeit von Perückenmachern und Barbieren, auch manche Nonnenklöster betrieben das Gewerbe. Andererseits war die Anfertigung auch ein Zeitvertreib großbürgerlicher und adeliger Frauen. Erwiesen ist weiterhin die semiprofessionelle Herstellung in ländlichen Regionen.

## Verbreitung
Haararbeiten waren in ganz Mittel- und Nordeuropa vertreten, Südeuropa kannte diese Techniken kaum. Die nordamerikanischen Beispiele dürften auf den Einfluss mitteleuropäischer Einwandererfamilien zurückgehen. Bislang gibt es einen Beleg eines Haarbilds aus Lateinamerika.